# Jak jsme byli na Marsu
Jak jsme byli na Marsu (anglicky „How We Went to Mars“) je krátká humorná sci-fi povídka britského spisovatele Arthura C. Clarka z roku 1938. Tato Clarkova raná povídka byla publikována (stejně jako další dvě - Cestujte po drátě! a Ústup ze Země) v britském fanzinu Amateur Science Stories.
Tématem díla je let několika britských vědců raketou na Mars, kde se setkají s místní civilizací.
Česky vyšla povídka ve sbírce Směr času (Polaris, 2002) v překladu Petra Cahy.

## Příběh
Kosmonautika je na vzestupu a veřejnost má o tuto novou technickou disciplínu velký zájem, zejména poté, co raketa Britské raketové společnosti přistane po úspěšném stratosférickém letu v budově parlamentu. K rozmachu přispěli i lovci publicity z Hickleboroughtovy raketové společnosti, když nafingovali nález sovětské rakety na území Anglie.
Společností vyvíjejících rakety přibývá, mají na svědomí stále více nehod a poničených nemovitostí. Britská raketová zkonstruuje větší kosmickou loď pokřtěnou na „Chloubu galaxie“. Poslední přeživší členové společnosti nastoupí dovnitř a raketa (poté, co poničila několik zahrad a zapálila několik skleníků) se vznese do vzduchu. Po určitých lapáliích v kosmu přistane posádka na Marsu, kde je dýchatelná atmosféra. Za chvíli se objeví Marťané a vezmou pozemskou raketu do vleku. Ve městě Xzgtpkl se návštěvníkům dostane oficiálního uvítání. Expedice se snaží, aby neudělala lidem ostudu - v zájmu příštích kontaktů. Jeden z členů výpravy se rozhodne na Marsu zůstat, důvod vypravěč nehodlá rozebírat vzhledem k tomu, že dotyčný má na Zemi ženu a děti.
Po týdnu odlétá raketa zpět na Zemi. Přistává v londýnském Hyde Parku, čímž zapříčiní vypaření jezírka Serpentina. Posádka končí na policejní stanici, přesto s uspokojením, že obohatila lidstvo o nové poznatky.